# Mirador de Ézaro
Mirador de Ézaro es un puerto de montaña en Galicia, en la Costa de la Muerte del Noroeste de España. La ascensión al puerto empieza en la población de Ézaro en el municipio de Dumbría junto al río Jallas (también conocido como Ézaro o Xallas), y alcance la cima en el mirador homónimo. El mirador ofrece unas vistas magníficas de la desembocadura del río Jallas, las pendientes graníticas del Monte Pindo, la playa de O Ézaro, las Islas Lobeiras y la inconfundible silueta del Cabo Finisterre al fondo.
Es considerada una ascensión corta pero exigente del Ciclismo en ruta, habiéndose incluido en varias etapas de la Vuelta a España y en la UCI Gran Fondo World Series.

## Detalles de la ascensión
La cima de la ascensión se encuentra a 274 metros (299,7 yd) sobre el nivel del mar. El desnivel de este ascensión es de 264 m (288,7 yd), con una longitud de 1,8 kilómetros (1,1 mi), con una pendiente media del 14.75% y una pendiente máxima del 28%. El primer kilómetro tiene una pendiente media del 15% y el segundo kilómetro mantiene el 14.5%. La zona de mayor pendiente, al 28%, se encuentra a 1 km (0,6 mi) de la cima. Las últimas rampas de la ascensión van del 16% al 18%.

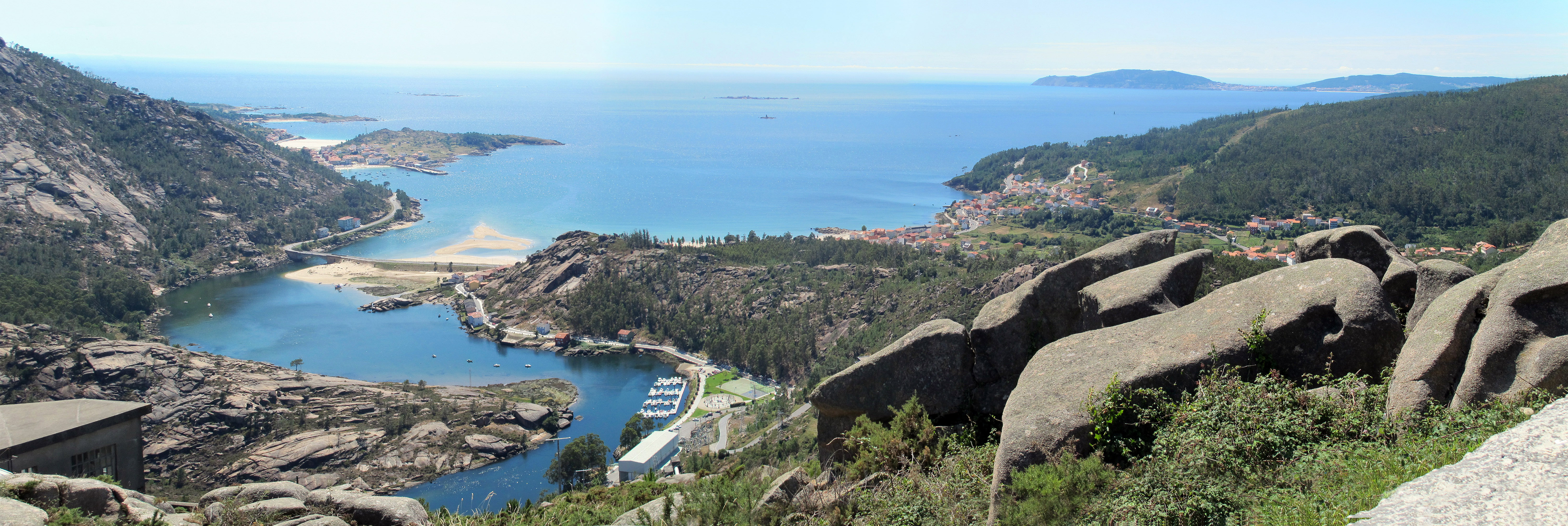
View from the viewpoint Mirador de Ézaro.

## Palmarés
A continuación se listan los ciclistas que pasaron en primera posición el Mirador de Ézaro en las diferentes ediciones del Vuelta a España, todas ellas por la vertiente de Ézaro:
| Año  | Nombre            | País      | Etapa |
| ---- | ----------------- | --------- | ----- |
| 2012 | Joaquim Rodríguez | España    | 12    |
| 2013 | Nicolas Edet      | Francia   | 4     |
| 2016 | Alexandre Geniez  | Francia   | 3     |
| 2020 | Primož Roglič     | Eslovenia | 13    |